# Galium catalinense
Galium catalinense es una especie del género Galium dentro de la familia Rubiaceae conocido comúnmente en inglés como Santa Catalina Island bedstraw. Es endémico de dos de las islas del Canal de California, donde crece en los acantilados de sus costas. 

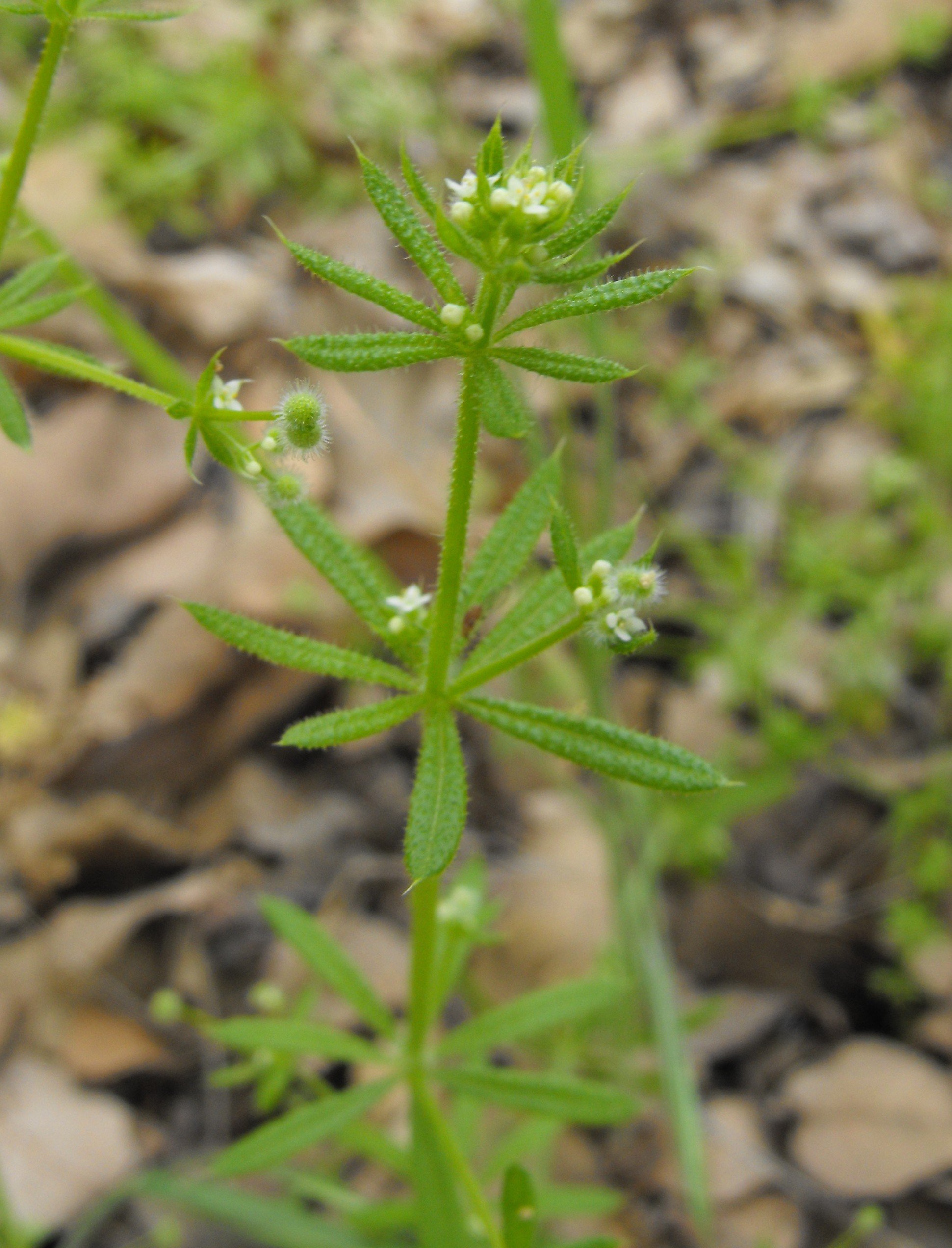
Vista de la planta

## Descripción
Es una planta arbustiva que crece erguida con un tamaño de alrededor de  un metro en altura máxima con un vástago rígido alineado con  espirales de cuatro hojas cada una. 
Las hojas con pilosidades crecen unos 2.5 centímetros de largo. La inflorescencia al emerger de las axilas de las hojas es un racimo denso de flores blanquecinas.

## Hábitat
Hay dos subespecies Galium catalinense A. Gray  que habita en la isla de Santa Catalina. 
La subespecie Galium catalinense A. Gray ssp. acrispum Dempster  es endémica de la isla de San Clemente.

## Taxonomía
Galium catalinense fue descrita por Asa Gray y publicado en Synoptical Flora of North America 1(2): 445, en el año 1886.
Etimología
Galium: nombre genérico que deriva de la palabra griega gala que significa  "leche",  en alusión al hecho de que algunas especies fueron utilizadas para cuajar la leche.
catalinense: epíteto geográfico que alude a su localización en la Isla de Santa Catalina.